# Sztefan Sztambolov
Sztefan Sztambolov (teljes nevén Sztefan Nikolov Sztambolov, bolgárul Стефан Николов Стамболов) (Veliko Tarnovo, 1854. január 28. – Szófia, 1895. július 6.) bolgár politikus, a liberális párt vezére, a modern Bulgária megteremtője és miniszterelnöke (1887–94).  1895-ben politikai merénylet áldozata lett.

## Életpályája
A liberális párt vezére, 1887 és 1894 között Bulgária miniszterelnöke volt. A kezdetektől tagja volt a bolgár parlamentnek (1879), nagy szerepe volt Bulgária és Kelet-Rumélia egyesítéseben (1885). 1895-ben politikai merénylet áldozata lett.

## Politikája
A modern bolgár politika legbefolyásosabb alakja, rajta hagyta kézjegyét az új bolgár államon. Nyugati irányultságú politikus lévén igyekezett kivonni országát a hagyományos orosz befolyási körből. A korabeli bolgár pártstruktúra (a liberális párt mellett a másik erős politikai párt a konzervatív volt) tulajdonképpen két rivális, egymással versenyző politikai elitet jelentett, és igen kevés köze volt ahhoz, amit a 19. században liberalizmuson, illetve konzervativizmuson értünk.
A konzervatív párt a hagyományos gazdasági elit (csorbadzsi) illetve a bolgár ortodox egyház hatalmi törekvéseit jelenítette meg. Jellegzetesen orosz irányultságú, központosító, ideálja az abszolút monarchia – szemben az alkotmányos monarchiával. A Sztambolov vezette liberálisok erőteljesen alkotmányelvűek voltak, a hagyományos hatalmi elitnél sokkal nagyobb népi támogatással, illetve maguk mögött tudták a forradalmi értelmiséget is. Külpolitikájukat tekintve nyugatosak és alkotmányos monarchisták.
A korabeli bolgár politika sarkköve az Oroszországhoz való viszony volt. A függetlenség előtt (1878, Berlini Kongresszus) a progresszív bolgár forradalmi értelmiség Oroszországban tanult, maga Sztambolov is 5 évet töltött Odesszában, azonban a pánszláv, illetve ortodox testvériség megerősítése helyett sokukra, így Sztambolovra is sokkal erősebben hatottak a modern nyugati eszmei áramlatok. A nyugati (német és katolikus) uralkodó garanciát jelentett a bolgár függetlenség megőrzésére az orosz hegemón törekvésekkel szemben.
Sztambolov, mint minden modern politikus mereven elutasított minden egyházi beavatkozást az államügyekbe, dinasztikus ügyekbe, ugyanakkor hasznalta is a Bolgár Orthodox Egyházat, hogy nagyobb befolyást szerezzen a még mindig oszmán uralom alatt levő Macedóniában, amit mint a bolgár nacionalisták általában az ország részének képzelt el. Az egyházzal való szembenállása volt az a kritikus terület, ami miatt veszített a korábbi népszerűségéből.
Sztambolov politikájának másik kritikus területe Macedónia volt. Kelet-Ruméliához hasonlóan az oszmán tartomány folyamatos "elbolgárosításában" majd bekebelezésében látta a három bolgár terület (Trákia, Moesia, Macedónia) egyesítését biztosítva. A bolgár nacionalista gondolat intézményes terjesztői Macedóniában az oktatási intézmények, illetve az egyház voltak. A 19. század végére a bolgár közvélemény gyors sikereket várt volna el macedón kérdés megoldásában is, Sztambolov ezt nem volt képes produkálni, emiatt tovább vesztett népszerűségéből, sőt, valójában emiatt is követtek el ellene merényletet, mint sokan mások ellen is.

## Halála
1895-ben Szófiában politikai merénylet áldozata lett.

## Emlékezete
- Arcképe szerepel a 20 levás bankjegyen.
- Emlékére szobrot állítottak.